# Mariette Désert
Mariette Désert (...) è una sceneggiatrice francese.

## Filmografia parziale
- Les Étrangers, regia di Eskil Vogt – cortometraggio (2004)
- Charell, regia di Mikhaël Hers – mediometraggio (2009)
- Un poison violent, regia di Katell Quillévéré (2010)
- Memory Lane, regia di Mikhaël Hers (2010)
- Suzanne, regia di Katell Quillévéré (2013)
- Questo sentimento estivo (Ce sentiment de l'été), regia di Mikhaël Hers (2015)
- Tutti i ricordi di Claire (La Dernière Folie de Claire Darling), regia di Julie Bertuccelli (2018)
- Generazione low cost (Rien à foutre), regia di Emmanuel Marre e Julie Lecoustre (2021)
- Passeggeri della notte (Les Passagers de la nuit), regia di Mikhaël Hers (2022)

## Riconoscimenti
- Premio César
  - 2014 – Candidatura alla migliore sceneggiatura originale per Suzanne
- Semana Internacional de Cine de Valladolid
  - 2022 – Miglior sceneggiatura per Passeggeri della notte